# ナマコマ
ナマコマは、株式会社トライステージが運営する動画配信サイト。

## 概要
USTREAMを使って無料で定期的にライブ配信している。2011年8月から番組配信開始、11月10日からサイト（USTREAM）と同時にニコニコ生放送での配信も行うようになった。
「エンタテインメント生番組」と「コマース番組」の融合をうたっており、1時間強の番組内で20分程度通販コーナーが入るのが基本の形態となっている。
生配信後、サイト内で90日アーカイブが視聴可能、YouTube、ニコニコ動画にもアップされる。
しかし、運営会社の都合上で2012年12月31日を持って番組は一旦終了し、それ以降の配信番組については別会社へ移り、ニコニコ生放送の公式生放送やニコニコ生放送チャンネルへ移動して継続される番組もある。

## 主な配信番組
レギュラー番組
~2012年4月まで
毎週木曜21時から週交代で配信
- 情報ヘッドルーム ありコンKIN（2012年4月26日まで放送。）

有村昆をメインキャスターとする情報バラエティー番組。
| 出演者 | 出演者         | 出演者                                                             | 出演者       |
|        | 配信日         | ゲスト                                                             | アナウンサー |
| ------ | -------------- | ------------------------------------------------------------------ | ------------ |
| #1     | 2011年9月2日   | 鈴木奈々、吉川ぐり・吉川ぐら、大古知金吾                           | 久野知美     |
| #2     | 2011年9月9日   | 響、川端かなこ、てんちむ                                           | 久野知美     |
| #3     | 2011年9月16日  | たんぽぽ、広海・深海                                               | 久野知美     |
| #4     | 2011年9月30日  | 馬場良馬、鹿野優以、杉ちゃん＆鉄平、くまモン                       | 久野知美     |
| #5     | 2011年10月13日 | つぶやきシロー、馬場良馬、鹿野優以、エルシャラカーニ               | 青柳愛       |
| #6     | 2011年10月27日 | 興津和幸、鹿野優以、ダブルブッキング                               | 羽田沙織     |
| #7     | 2011年11月10日 | 川上麻衣子、直江喜一、松村邦洋、鈴木あや、ヒデヨシ                 | 青柳愛       |
| #8     | 2011年11月24日 | 熊田曜子、手島優、てんちむ、ねじ                                   | 青柳愛       |
| #9     | 2011年12月08日 | 高橋名人、増田俊樹、鹿野優以、Hi-Hi                                | 青柳愛       |
| #10    | 2011年12月22日 | 高橋名人、鹿野優以、仙台エリ、ノッポン兄、にしこくん、オキシジェン | 青柳愛       |
| #11    | 2012年01月05日 | 鹿野優以、大葉健二、鈴村健一、やほレンジャー                       | 青柳愛       |
- Maniax File （不定期放送）

| 出演者 | 出演者         | 出演者     | 出演者                                             | 出演者       |
|        | 配信日         | テーマ     | ゲスト                                             | アナウンサー |
| ------ | -------------- | ---------- | -------------------------------------------------- | ------------ |
| #1     | 2011年9月23日  | フィギュア | 若島康弘                                           | 久野知美     |
| #2     | 2011年10月6日  | 鉄道       | 野月貴弘、南田裕介                                 | 久野知美     |
| #3     | 2011年10月20日 | アニソン   | 下川みくに                                         | 青柳愛       |
| #4     | 2011年11月3日  | 歴史       | 美甘子、早川知佐                                   | 羽田沙織     |
| #5     | 2011年11月17日 | 鉄道       | 野月貴弘、南田裕介                                 | 羽田沙織     |
| #6     | 2011年12月1日  | 魔法少女   | 魔法使いぺる、緒方哲郎                             | 羽田沙織     |
| #7     | 2011年12月15日 | 歌い手     | リモーネ先生、鋼兵                                 | 羽田沙織     |
| #8     | 2011年12月29日 | 鉄道       | 野月貴弘、南田裕介、横見浩彦、オオゼキタク、伊藤桃 |              |
| #9     | 2012年1月12日  | ゲーム     | 有村昆、高橋名人、鹿野優以                         | 青柳愛       |
モニガー：田中いちえ
2012年5月~2012年7月
- 鉄音アワーNET（毎週木曜日21:00~22:30を基本に配信）
  - Maniax　Fileで過去3度放送され好評だったことから急遽レギュラー放送に昇格。司会進行は野月貴弘と南田裕介。
    - 三陸鉄道を応援する番組として、立ち上がった。

2012年7月31日までのゲスト
- 2012年5月10日配信#2:横見浩彦
- 2012年5月17日配信#3:木薗宏聡（日本旅行）、田中匡史（番組ディレクター）
- 2012年5月31日配信#5・2012年6月7日配信#6:横見浩彦
- 2012年7月19日配信#12:斉藤雪乃
- 2012年7月24日配信#13:三陸鉄道本社から3時間半の生放送

- 「情報ヘッドルームありコンKIN」は5月以降月1回の特番へ放送形態を変更するが、5月30日水曜日夜10時の特番以降未だに放送されていない。

その他
- 阿部敦の声優百貨店（仮）
  - 当初は不定期単発番組→土曜日夜の単発番組で始まったが、2012年4月~2012年7月は毎週金曜日21:00~22:30のレギュラー番組へ昇格した。（ただし、2012年5月4日は休止。以降2012年6月8日より隔週で休みになった。）2012年3月25日の放送分はスタジオにお客さんを入れて公開生放送を行なっている。

コーナー
- 阿部敦の声優ギルド
- 阿部敦の魅惑の宝仏殿
おすすめのフィギュアやグッズの紹介コーナー。紳士の嗜み「STT」コーナーもある。時折ゲストさんがこのコーナーに絡むことも。
- 阿部敦のTHEシークレットベースⅡ
阿部敦やゲストの幼かった頃に流行したものにちなんだ企画などの特集コーナー。
- 今週のナマコマちゃん

など
単発時代のゲスト
- 2011年12月14日配信分:新井里美
- 2012年3月9日配信分:鹿野優以
- 2012年3月25日配信分:高森奈津美

2012年4月以降のゲスト
- 2012年4月6日配信分:#8:米澤円
- 2012年4月13日配信分:#9:福原香織
- 2012年4月20日配信分:#10:間島淳司
- 2012年4月27日配信分:#11:大亀あすか
- 2012年5月11日配信分:#12:儀武ゆう子
- 2012年5月18日配信分:#13:金田朋子
- 2012年5月25日配信分:#14:橘田いずみ
- 2012年6月1日配信分:#15:松来未祐
- 2012年6月15日配信分:#16:明坂聡美
- 2012年6月29日配信分:#17:KENN
- 2012年7月13日配信:#18:下山田綾華（通常は「魅惑の宝仏殿」コーナーの商品紹介ナレとして#4（2012年2月11日配信分）より登場している。）
- 2012年7月27日配信分:#19:代永翼（ナムコナンジャタウンからの公開生放送でお送りしていた。この回に限り20:00~に繰り上げられた。）

2012年8月~
- 鉄音アワーNET（隔週火曜日20：00~21:30を基本に配信）

詳細は鉄音アワーNETを参照。
- 阿部敦の声優百貨店（隔週水曜日21:00~22:30を基本に配信）

2012年8月以降のゲスト
- 2012年8月8日配信分:#20:門脇舞以
- 2012年8月22日配信分:#21:金田朋子（2回目）
- 2012年9月5日配信分:#22:新谷良子
- 2012年9月19日配信分:#23:日高里菜（ゲストの日高が未成年だったため、20:30~に繰り上げられた。）
- 2012年10月3日配信分:#24:新井里美（2回目）

※2012年12月22日の#29を持ってナマコマでの配信は終了、その後2013年4月より「声優百貨店チャンネル｣へ移動して再開する。
詳細は阿部敦の声優百貨店を参照。
上記以外の番組
- - 2012年9月より「ワンため!ch」と「ガールズMaru-Jan」の2番組がスタート。
- ワンため!ch（隔週水曜日21:00-22:30を基本に配信）

MC:佐々木彩乃
※2012年12月を持って配信終了。
- ガールズMaru-Jan（隔週木曜日21:00-22:30を基本に配信）

※2013年以降はニコニコ生放送公式運営による生放送へ配信先を移動して継続中。
これ以外の番組
- 星狩家の一族